# Scooby-Doo! and Kiss: Rock and Roll Mystery
Scooby-Doo! and Kiss: Rock and Roll Mystery (no Brasil, Scooby-Doo e Kiss: O Mistério do Rock and Roll) é o vigésimo quarto filme da série de filmes diretamente em vídeo de Scooby-Doo. Foi lançado digitalmente em 10 de julho de 2015 e foi lançado em DVD e Blu-ray em 21 de julho de 2015.

## Enredo
Fred, Daphne, Velma, Salsicha e Scooby-Doo estão viajando para um parque de diversões chamado Mundo Kiss para ver a banda Kiss em seu grande concerto do Dia das Bruxas e resolver um mistério, principalmente porque Daphne tem uma queda por Paul Stanley (Starchild), deixando Fred com ciúmes.

## Elenco

### Nos Estados Unidos
- Frank Welker como Scooby-Doo, Fred Jones
- Matthew Lillard como Salsicha Rogers
- Grey Griffin como Daphne Blake
- Mindy Cohn como Velma Dinkley
- Gene Simmons como The Demon
- Paul Stanley como The Starchild
- Eric Singer como The Catman
- Tommy Thayer como The Spaceman
- Jennifer Carpenter como Chikara
- Garry Marshall como Manny Goldman
- Penny Marshall como The Elder
- Doc McGhee como Chip McGhoo
- Jason Mewes como Trabalhador # 1
- Pauley Perrette como Delilah Domino, A Bruxa Carmesim
- Rachel Ramras como Shandi Strutter
- Darius Rucker como The Destroyer
- Kevin Smith como Trabalhador # 2
- Tony Cervone como Locutor

### No Brasil
- Reginaldo Primo como Scooby-Doo
- Peterson Adriano como Fred Jones
- Mckeidy Lisita como Salsicha Rogers
- Flávia Saddy como Daphne Blake
- Fernanda Baronne como Velma Dinkley
- Luiz Carlos Persy como The Demon
- Eduardo Borgerth como The Starchild
- Bruno Rocha como The Catman
- Miriam Ficher como Chikara

## Trilha sonora
Todas as músicas destaque neste filme são de Kiss. Há uma nova canção feita para o filme, "Don't Touch My Ascot".
- "Don't Touch My Ascot"
- "Rock and Roll All Nite"
- "Love Gun"
- "Shout It Out Loud"
- "I Was Made for Lovin' You"
- "Detroit Rock City"
- "Modern Day Delilah"